# オフィスグリコ
オフィスグリコ（office glico）は、江崎グリコの子会社、グリコチャネルクリエイト株式会社が展開する置き菓子サービス。

## 概要
グリコと契約した会社などに、リフレッシュボックスと呼ぶプラスチック製の引き出しが付いたボックス、または紙製のボックスを貸与。ボックスには、定価100 - 300円の菓子が詰めてあり、購入者は引き出しの上部についている代金箱に代金を投入するシステム。代金の回収と商品の補充は、巡回するグリコ側の担当者が行う。代金箱はカエルの形をしていることが特徴。冷蔵庫によるリフレッシュボックスも存在する。
2016年6月1日をもって、バトンドールなどの直営店舗事業と合わせて新会社のグリコチャネルクリエイト株式会社の運営に移行した。

## 販売商品
- 主にグリコ製のビスケット、チョコレート類が中心であるが、柿の種やキャンディーなど他社製品も販売され、サイズを変更させた上にOffice Glico（オフィスグリコ）と明記した専用の商品もある。冷蔵庫タイプのものでは、ジュースやアイスクリームも販売されている。

## 展開地域
2024年9月現在、「どこでもオフィスグリコ便」として沖縄県および離島を除いた全都道府県で展開されていたが9月いっぱいを持ってサービス地域を縮小。東京、神奈川県、埼玉県、千葉県、愛知県、大阪府、京都府、兵庫県、広島県、福岡県の各一部都市圏のみとなった。
- 2002年3月から東京都内と大阪府内で開始。以降、首都圏・近畿圏内に拡大したほか2006年には愛知県、福岡県内でも事業を開始した[6]。

## ビジネスモデル
- オフィスグリコは、当初、自社製品（菓子）の移動販売を考案した担当者が、富山の置き薬をヒントにたどり着いた業態である[7]。単価が安く賞味期限がある菓子を巡回時に入れ替えるノウハウに独自性がある[8]。
- 江崎グリコでは、過去、1922年2月に公徳販売機と名づけた無人販売装置を大阪の三越などに設置していた経緯がある。公徳販売機は、硬貨を入れて商品を引き出す自動販売機の原型のような装置[9]であり、代金を入れなくても商品を引き出せるという点は、現代のオフィスグリコに通じるものがある。

## 引用・参考文献
1. ↑  新生活がはじまる方へのメッセージ - 
2022年4月1日 オフィスグリコ【公式】@officeglico_GCC
2. ↑  なぜ・なにコーナー・オフィスグリコ（江崎グリコホームページ）
3. ↑  オフィスグリコ・システムのご案内（江崎グリコホームページ）
4. ↑  会社分割（簡易会社分割）による子会社設立に関するお知らせ
5. ↑   あの「オフィスグリコ」が全国（一部地域除く）で利用可能に！コロナ禍での“訪問しない”販売方法を実現した新サービス「どこでもオフィスグリコ便」２０２１年６月１４日（月）より受付開始 江崎グリコニュースセンターより。
6. ↑  職場に置き菓子サービス・オフィスグリコ（Gigazine2006年04月25日19時49分00秒）
7. ↑  職場でのリフレッシュメントに貢献する「オフィスグリコ」（テクノサミット・モノづくりの挑人）
8. ↑  1個100円の「置き菓子」商法実現、捨てる発想でブルーオーシャンへ
9. ↑  創意工夫-江崎グリコ70年史